# 青山行雄
青山 行雄（あおやま ゆきお、1921年8月1日 - 2002年6月12日）は、日本の実業家。讀賣テレビ放送（よみうりテレビ、読売テレビ）社長・名誉会長、日本民間放送連盟副会長、関西経済連合会理事、関西経営者協会理事、近畿警察官友の会会長、日本室内楽振興財団理事長。広島県府中市出身。

## 職歴
- 1948年-1949年 - 総理府事務官。
- 1949年4月1日 - 読売新聞社に政治部記者として入社。
- 1963年4月1日 - 読売新聞社ラジオテレビ推進本部長。
- 1976年4月1日 - 読売新聞社ラジオテレビ本部長（役員待遇）。讀賣テレビ放送取締役。
- 1980年4月1日 - 讀賣テレビ放送代表取締役副社長。
- 1983年1月1日 - 讀賣テレビ放送代表取締役社長。
- 1986年4月1日-1988年3月31日 - 日本民間放送連盟副会長。
- 1992年5月26日 - 日本室内楽振興財団設立、同理事長。
- 1993年9月29日 - 讀賣テレビ放送代表取締役会長。
- 1996年6月21日 - 讀賣テレビ放送代表取締役名誉会長。
- 2001年4月1日 - 讀賣テレビ放送特別顧問。

## その他略歴
- 1983年から1984年に開催された、日本初となる秦代兵馬俑の本格的な展示会『大阪築城400年まつり特別展示「中国秦・兵馬俑展」』を成功させた。
- 1988年、讀賣テレビ放送の新社屋を竣工（東天満から大阪ビジネスパークへ移転）。中国との文化交流にも尽力し、上海電視台・天津電視台・陝西電視台・吉林電視台と業務協定を結ぶ。
- この他、北海道テレビ放送の取締役も務めた[3]。
- 2002年、急性腎不全のため大阪府箕面市の病院で死去、80歳[4]。

## 主な製作作品

### テレビ
- ルパン三世 PARTIII
- CITY HUNTER
  - CITY HUNTER 2
  - CITY HUNTER 3
  - CITY HUNTER'91
  - CITY HUNTER ザ・シークレット・サービス
  - CITY HUNTER グッド・バイ・マイ・スイート・ハート
  - CITY HUNTER 緊急生中継!? 凶悪犯冴羽獠の最期
- YAWARA!
- コボちゃん
- 教えてあげない
- 魔法騎士レイアース
- 出てこい!!ムーチャス
- 追跡・大震災 負けへんで!!
- ストリートファイターII V
- バケツでごはん
- 名探偵コナン
- ガンバリスト! 駿
- 金田一少年の事件簿
- 犬夜叉

### 映画
- ルパン三世 バビロンの黄金伝説
- CITY HUNTER 愛と宿命のマグナム
- CITY HUNTER 百万ドルの陰謀
- CITY HUNTER ベイシティウォーズ
- YAWARA! それゆけ腰ぬけキッズ!!
- 名探偵コナン 時計じかけの摩天楼
- 名探偵コナン 14番目の標的
- 名探偵コナン 世紀末の魔術師
- 金田一少年の事件簿2 殺戮のディープブルー
- 名探偵コナン 瞳の中の暗殺者
- 名探偵コナン 天国へのカウントダウン
- 犬夜叉 時代を越える想い
- 名探偵コナン ベイカー街の亡霊

## 著作
- 詩集 虚空の深淵（2000年1月、新風書房、ISBN 4882694212）

## 受賞歴
- 1993年 - イタリア、カヴァリエーレ勲章

## 親族
- 青山尚之（長男、元テレビ岩手専務取締役事業局長）
- 青山典之（次男、電通人材開発局部長）
- 青山周（三男、日本経団連事務局主任研究員）
- 青山春雄（実弟（四男）、第3代広島県府中市長）
- 青山五郎（実弟（五男）、青山商事創業者）
- 青山睦雄（実弟（六男）、青山商事相談役）